# Animaniacs
Animaniacs er en amerikansk tegnefilmsserie, produceret af Steven Spielberg. Serien blev sendt på kanalen Fox Kids første gang fra 1993-1995 og der blev produceret i alt 99 afsnit.
Den 24. september 2003 blev Animaniacs nævnt blandt TV Guides "60 Greatest TV Cartoons of All Time".

## Danske stemmer
- Vibeke Dueholm som Dot Warner[3]
- Lars Thiesgaard som Dr. Otto Scratchansniff
- Peter Røschke som Godpigeon
- Annevig Schelde Ebbe som Mindy
- Vibeke Dueholm som Halløj, Søster! (Hello Nurse)
- Julie Lund som Katie Ka-Boom
- Lars Thiesgaard som Pinky
- Thomas Mørk som Ralph The Guard
- Birgitte Raaberg som Rita
- Henrik Koefoed som Yakko Warner
- Peter Røschke som Wakko Warner
- Mathias Klenske som Skippy Egern
- Pauline Rehné som Slappy Egern
- Torben Sekov som Thaddeus Plotz

## Sange
- "Yakko´s world"
- "The Presidents"
- "Yakko's Universe Song"
- "Wakko's America"